# Договор о функционировании Европейского союза
Договор о функционировании Европейского союза (англ. Treaty on the Functioning of the European Union, TFEU) — один из двух главных договоров Европейского союза наряду с Договором о Европейском союзе, первоначально — один из Римских договоров, подписанных в 1957 году. Текущая версия Договора о функционировании ЕС вступила в силу в 2009 году после вступления в силу Лиссабонского договора.
Первоначальная версия этого же документа была подписана в 1957 году как Договор об учреждении Европейского экономического сообщества (англ. Treaty establishing the European Economic Community, EEC treaty). В дальнейшем изменения в текст Договора вносились Маастрихтским договором 1992 года, который образовал ЕС, создал структуру трёх опор ЕС, а также дал договору название Договор об учреждении Европейского сообщества (англ. Treaty establishing the European Community, TEC) и изменил нумерацию статей. Лиссабонский договором 2007 года переименовал Договор TEC в Договор о функционировании Европейского союза и также изменил нумерацию статей.

## История
Договор о функционировании Европейского союза был подписан 25 марта 1957 года в Риме под названием Договор об учреждении Европейского экономического сообщества. Он был подписан вместе с договором о создании Европейского сообщества по атомной энергии и был следующим после Договора о создании Европейского объединения угля и стали (Парижский договор) подписанного ранее в 1951 году. Подписание Римских договоров стало выходом из кризиса, вызванного отказом парламента Франции от Договора о создании Европейского оборонительного сообщества и прекращением работы над планировавшимся Договором о Европейском политическом сообществе. Договор реализует концепцию экономической интеграции государств-членов, которая будет требовать углубления политической интеграции.
Договор 1957 года создал Европейское экономическое сообщество (ЕЭС), одно из сообществ, которые позже были официально объединены в Европейские сообщества. В договоре были определены в качестве целей сообщества создание единого рынка, таможенного союза и сближение законодательств.
В данный договор вместе с Договором о Евратоме и Парижским договором 1951 года (до окончания срока его действия в 2002 году) несколько раз были внесены изменения. Значительные изменения в договор внесены, в основном, единым европейским актом в 1986 году, Договором о Европейском союзе в 1992 году (который переименовал этот договор в Договор об учреждении Европейского сообщества и который в то же время переименовал ЕЭС в Европейское сообщество) и совсем недавно Лиссабонским договором (который снова переименован договор в своё нынешнее название — Договор о функционировании Европейского союза, и который в то же время упразднил Европейское сообщество, преемником которого был определён Европейский союз).

## Содержание
Договор состоит из 7 разделов, 357 статей, 2 приложений, протоколов и деклараций (протоколы и декларации являются общими для Договора о функционировании Европейского союза и Договора о ЕС). Лиссабонский договор не только переименовал TFEU, но также изменил нумерацию статей договора.

## Отношение к Договору о Европейском союзе
Договор о функционировании Европейского союза имеет такую же юридическую силу как Договор о Европейском союзе. С точки зрения содержания TFEU более детальный.